# Peter Koch (Romanist)
Peter Koch  (* 1. März 1951 in Hannover; † 7. Juli 2014 in Tübingen) war ein deutscher Linguist, Romanist, Französist, Italianist und Mediävist.

## Leben und Werk
Koch studierte Romanische Philologie an der Universität Göttingen, der Universität Poitiers und der Universität Freiburg und schloss sein Studium 1975 mit dem 1. Staatsexamen für das Lehramt am Gymnasium ab. Er wurde 1979 an der Universität Freiburg bei Hans-Martin Gauger promoviert mit der Arbeit Verb – Valenz – Verfügung. Zur Satzsemantik und Valenz französischer Verben am Beispiel der Verfügungs-Verben (Heidelberg 1981) und war bis 1986 dessen Assistent.
Er habilitierte sich 1987 mit der Schrift Distanz im Dictamen. Zur Schriftlichkeit und Pragmatik mittelalterlicher Brief- und Redemodelle in Italien, besetzte von 1988 bis 1990 eine zuvor von ihm vertretene Professur an der Johannes Gutenberg-Universität Mainz und war von 1990 bis 1996 Lehrstuhlinhaber an der Freien Universität Berlin (mit Andreas Blank als Assistent). Von 1996 bis zu seinem Tod lehrte Koch (als Nachfolger von Hans Helmut Christmann) Romanische Sprachwissenschaft an der Universität Tübingen. Gastprofessuren führten ihn nach Neapel, Paris und Lyon.
Ab 1985 entwickelte er mit seinem Freund Wulf Oesterreicher eine Theorie der „konzeptionellen“ Mündlichkeit und Schriftlichkeit, die auf ein pragmatisches Kontinuum zwischen der „Sprache der Nähe“ und der „Sprache der Distanz“ zurückzuführen sei.
Koch hatte im von Christiane Marchello-Nizia angeregten und 2007 beschlossenen Projekt einer Grande grammaire historique du français (GGHF) den Teil 9: Lexique et sémantique lexicale. La formation des mots du lexique, la structuration du lexique, lexique et grammaire übernommen.
Koch war von 2001 bis 2004 Vorsitzender des Deutschen Italianistenverbandes. Er war Mitglied der Heidelberger Akademie der Wissenschaften (seit 2007) und Mitherausgeber der Zeitschrift Romanistisches Jahrbuch (seit 2012).

## Weitere Werke
- (mit Wulf Oesterreicher) Gesprochene Sprache in der Romania. Französisch. Italienisch. Spanisch, Tübingen 1990; 2. erweiterte Auflage, Berlin 2011 (spanisch: Lengua hablada en la Romania: español, francés, italiano, Madrid 2007)
- (Hrsg. mit Thomas Krefeld) Connexiones Romanicae. Dependenz und Valenz in romanischen Sprachen, Tübingen 1991
- (Hrsg. mit Sybille Krämer) Schrift, Medien, Kognition. Über die Exteriorität des Geistes, Tübingen 1997, 2009
- (Hrsg. mit Andreas Blank) Historical semantics and cognition, Berlin 1999
- (Hrsg. mit Andreas Blank) Kognitive romanische Onomasiologie und Semasiologie, Tübingen 2003
- (Hrsg. mit Peter Blumenthal) Valence. Perspectives allemandes, Caen 2003